# عبدل تاپسوبا
عبدل تاپسوبا (انگلیسی: Abdoul Tapsoba؛ زادهٔ ۲۳ اوت ۲۰۰۱) بازیکن فوتبال اهل بورکینافاسو است.
از باشگاه‌هایی که در آن بازی کرده است می‌توان به باشگاه فوتبال استاندارد لیژ و باشگاه ورزشی آمیان اشاره کرد.
وی همچنین در تیم ملی فوتبال بورکینافاسو بازی کرده است.